# Soziales Kapital
Mit dem soziologischen Begriff soziales Kapital (gelegentlich auch als gesellschaftliches Kapital bezeichnet) werden unterschiedliche soziologische und sozialökonomische Konzepte bezeichnet, vor allem Pierre Bourdieus (1983) „capital social“ (frz.) und  Robert D. Putnams „social capital“ (engl.) (1993). Weitere bekannte Vertreter eines Konzepts von Sozialkapital sind Jane Jacobs (1961), Glenn C. Loury (1977), James S. Coleman (1987), Thomas Faist (1995), Nan Lin (2001) und Patrick Hunout (2003–2004). Gemeinsam ist allen Konzepten der Blick auf den normativen Zusammenhalt von Gruppen und auf die wechselseitige Beziehung von Gruppen-Kohäsion und individueller Interaktion.

## Theoretische Konzepte

### Bourdieu (1983)
Pierre Bourdieu versteht unter Kapital akkumulierte soziale Energie in objektiver oder verinnerlichter Form. Er unterscheidet drei Kapitalsorten: ökonomisches Kapital, kulturelles Kapital und soziales Kapital. Hinzu kommt das symbolische Kapital, welches durch Unterschiede in Geschmack und Lebensstil Anerkennung und Prestige verleiht. Individuen und Klassen kämpfen im Rahmen ihrer Habitus- und Kapitalausstattung um die Position in der Gesellschaft. Die Differenzierung der Sozialstruktur in Klassen wird mit der Verfügung über die vier Kapitalsorten bestimmt.
Der Kapitalbegriff ist Bourdieu wichtig, weil zu jenem wesentlich der Aspekt der Akkumulation gehört. Auch soziales Kapital kann über die Zeit hinweg angesammelt werden. Kapital ist außerdem „institutionalisierbar“ – in Form von Geld und Eigentumsrechten, akademischen Abschlüssen und Titeln lässt es sich auf Dauer stellen. Die Unterschiede des Kapitals bestimmen die Struktur der sozialen Wirklichkeit mit ihren Chancen und Hindernissen. „Die gesellschaftliche Welt ist akkumulierte Geschichte“.
Alle Formen des Kapitals sind Bourdieu zufolge Unter-Formen des sozialen Austauschs. Die rein marktwirtschaftlich-ökonomische Interpretation des ökonomischen Kapitals lehnt er daher als Verengung ab. Die Macht des sozialen Kapitals sieht Bourdieu immer mit kulturellen und wirtschaftlichen Faktoren vereint, es kann nur auf der Basis der anderen Kapitalformen existieren. Auch deshalb ist es immer auch ungleich verteilt. Kapitalsorten können in bestimmten Grenzen ineinander umgewandelt werden.
Soziales Kapital bedeutet für Bourdieu die Macht, die aus der Zugehörigkeit zu einer Gruppe entsteht, etwa der Elite eines Landes, und aus der Unterstützung der Mitglieder dieser Gruppe für die eigenen Zwecke. Eingesetzt wird das soziale Kapital wie die beiden anderen, um den eigenen Status innerhalb der gesellschaftlichen Klassen und Gruppen zu festigen oder zu steigern. Bourdieus soziales Kapital umfasst die „Gesamtheit der aktuellen und potenziellen Ressourcen, die mit der Teilhabe am Netz sozialer Beziehungen gegenseitigen Kennens und Anerkennens verbunden sind“. Soziales Kapital entsteht Bourdieu zufolge aus dem „Netz von Beziehungen, die dazu beitragen, dass Karrieren, Macht und Reichtum nicht nur auf individuellen Leistungen basieren, sondern auch auf herkunftsbedingten Gruppenzugehörigkeiten und anderen vorteilhaften Verbindungen im Sinne des ‚Vitamin B‘.“
Bourdieus Konzept thematisiert soziales Kapital nicht, wie Putnam, als gesamtgesellschaftliche Größe, sondern als eine Form der Macht des Einzelnen, in bestimmten sozialen Bezügen statusbestimmenden Einfluss zu gewinnen.

### Putnam (1990 und später)
Putnams Konzept untersucht den Zusammenhalt von Gesellschaften und die Gründe für die Auflösung dieses Zusammenhalts in den USA. Soziales Kapital bedeutet für ihn Vertrauen, Gegenseitigkeit und Gemeinschaftsleben (freiwillige Assoziation), wobei gemeinschaftliche Unternehmungen etwa in Vereinen Gegenseitigkeit stärken und Vertrauen aufbauen und vermehren. Die Festigung der gesellschaftlichen Normen durch intensive Interaktion in gemeinsamen Aktivitäten wird weitgehend unabhängig von ökonomischen und kulturellen Ursachen betrachtet und nicht auf die Problematik von Einflussmöglichkeiten und Gleichberechtigung bezogen.
Soziales Kapital entsteht durch die Bereitschaft der Bürger (Akteure), miteinander zu kooperieren. Es benötigt eine Basis des Vertrauens (soziales Vertrauen), auf der sich Kooperation und gegenseitige Unterstützung entwickeln können. Diese ist Folge der Norm der Reziprozität, also der Erwartung, für eine Leistung vom anderen etwas zurückzuerhalten. Vertrauen entsteht dadurch, dass diese Norm der Reziprozität eingehalten wird. In einem Klima des Vertrauens kann auch die Bereitschaft entstehen, anderen zu vertrauen, vor allem aber auch Fremden, ohne sofort eine Gegenseitigkeit voraussetzen zu müssen. Vertrauen ist auch nicht einfach ein Produkt von Sanktionsmöglichkeiten und der Angst vor Bestrafung. Ein oft angeführtes Beispiel für das Vorhandensein oder Fehlen eines Vertrauensklimas als Maß für soziales Kapital ist folgendes: Lässt eine Mutter ihr Kind allein in einem Park spielen, oder wagt sie dies nicht und begleitet es oder lässt es begleiten?
Bedeutung für die Gesellschaft
Für die Gesellschaft verringert soziales Kapital soziale Kosten in dem Maße, wie Hilfeleistungen und Unterstützung im Rahmen der Beziehungsnetzwerke erbracht werden. Umgekehrt steigen die („externalisierten“, auf die Allgemeinheit abgewälzten) Kosten für Unterstützung und Hilfeleistung für Kranke, Alte, Behinderte und sonst wie beeinträchtigte Personen in dem Maße, wie in modernen Gesellschaften im Zuge der Individualisierung und steigenden Mobilität Beziehungsnetze wie Nachbarschaften, Freundeskreise, Vereinsstrukturen usw. nicht mehr greifen.
In einer Gesellschaft mit geringem sozialen Kapital ist Rechts- und Polizeigewalt zum Schutz des Eigentums und staatliche Regulation von größerer Bedeutung, weil Vertrauen und Kooperationsbereitschaft bei der Lösung von Problemen und Konflikten nicht ausreichend vorhanden sind. So besteht die Tendenz, dass für kollektive Handlungsprobleme wie z. B. für Probleme des Umweltschutzes keine einvernehmlichen Lösungen gefunden werden können. Integrationsprobleme durch zugewanderte Bevölkerungsgruppen können ebenfalls nur schwer bewältigt werden, da sie sich rein regulativ nicht lösen lassen. Gelungene Integration hieße, zugewanderten Gruppen einen Zugang zum sozialen Kapital (z. B. durch Schulbildung) zu eröffnen, das entwickelt genug sein muss, um diese zunächst zusätzliche Leistung zu tragen.
Bedeutung für den Einzelnen
Soziales Kapital bietet für die Individuen einen Zugang zu den Ressourcen des sozialen und gesellschaftlichen Lebens wie Unterstützung, Hilfeleistung, Anerkennung, Wissen und Verbindungen bis hin zum Finden von Arbeits- und Ausbildungsplätzen. Es produziert und reproduziert sich auch über Tauschbeziehungen wie gegenseitige Geschenke, Gefälligkeiten, Besuche und Ähnliches.
Folgen für das Wirtschaftsleben
Der Umfang des vorhandenen sozialen Kapitals in einer Gesellschaft ist weiterhin am Wachstum oder Niedergang einer Volkswirtschaft beteiligt; Geschäftsbeziehungen, wirtschaftliche Transaktionen und Investitionen sind in einem mangelnden Vertrauensklima unsicherer (hohe „kalkulatorische Wagniskosten“) und werden weniger risikofreudig und zügig getätigt. Sie benötigen wesentlich mehr Aufwand an Vorsondierung auftretender Probleme, rechtliche Absicherungen, längere Vertragsverhandlungen, Aushandlungen von Garantieansprüchen bei nicht eingehaltenen Verträgen usw. Geringes soziales Kapital erhöht somit die Transaktionskosten und verringert potenziell die Produktivität. Ökonomische Auswirkungen besitzt das Sozialkapital im positiven Sinn auf Allokation (Standortpolitik), Wachstum und Beschäftigung.

### Weitere Konzepte

#### Nan Lin: soziale Netzwerke
Darüber hinaus gibt es in der nordamerikanischen soziologischen Literatur einen Ansatz, der soziale Netzwerke in das Zentrum des Konzepts stellt. Zunehmend herrscht hier ein Konsens, dass das soziale Kapital konzeptionell auf sozialen Netzwerken beruht. Während Robert Putnam den kollektiven Wert sozialer Netzwerke betont, basiert Nan Lins Konzept von sozialem Kapital mehr auf der individuellen Akteursebene: Er definiert soziales Kapital als die Ressourcen, welche über soziale Beziehungen mobilisiert werden können. Um diese Ressourcen erlangen zu können, muss in soziale Beziehungen „investiert“ werden. Dies erinnert eher an das Konzept Bourdieus.
Hinter dem Begriff steht hier die soziale Dynamik von Kennen und Anerkennen, wie sie etwa in Golfclubs (aber auch in allen anderen Bekanntschaftsnetzwerken) zu beobachten ist: Aus dem Kennen von Personen kann ein Informationsvorsprung entstehen (beispielsweise das Wissen um einen neuen Job, der noch nicht offiziell ausgeschrieben ist), der dann auch in einen Vertrauensvorschuss „umgemünzt“ werden kann (wenn der Bewerber sich gegenüber dem Personalchef auf gemeinsame Bekannte als Informationsquelle beruft).
Die netzwerkbasierte Konzeption von sozialem Kapital kann auch auf der Ebene von Kollektiven (wie etwa Organisationen oder ökonomischen Clustern) sinnvoll angewandt werden.

#### Bridging and Bonding
Eine neuere Debatte, die auch Putnam aufnahm, bezieht sich auf die Unterscheidung von „Bridging“-und-„Bonding“-Sozialkapital. Wird im Ersteren das Vertrauen aus der Primärgruppe auf die Gesellschaft übertragen, so schafft „Bonding“-Sozialkapital zwar Identität und Vertrauen innerhalb der Gruppe, aber nicht zu Außenstehenden.
Bridging Social Capital sind eher lose Kontakte zur Erweiterung des sozialen Netzwerks sowie zur Identitäts- und Perspektivenerweiterung. Bonding Social Capital bezeichnen dahingegen enge soziale Kontakte, wie Familie und Freunde, die identitätsvertiefend wirken.

## Geschichte
Erstmals verwendete Lyda Judson Hanifan den Begriff des sozialen Kapitals 1916 bzw. 1920. Er wurde 1939 von Norbert Elias und später von Vertretern der Frankfurter Schule, insbesondere von Theodor W. Adorno benutzt. Um 1950 wurde der Terminus durch John Seeley aufgegriffen. Danach, von den 60er Jahren an, folgten weitere Autoren.

## Versuche der Erfassung
Der World Social Capital Monitor, welcher von den Vereinten Nationen in Partnerschaft mit zivilgesellschaftlichen Akteuren erstellt wird, gilt als ein Versuch, Sozialkapital zu erfassen. Hierbei werden Werte wie Vertrauen, gesellschaftlicher Zusammenhalt und die Bereitschaft öffentliche Güter zu finanzieren mithilfe von Umfragen ermittelt. Die Erhebungen starteten 2016 und es haben bisher 30.000 Teilnehmer aus 141 Ländern daran teilgenommen.